# لاك فويلاك (كيبك)
لاك فويلاك (بالإنجليزية: Lac-Fouillac, Quebec)‏ هي منطقة سكنية تقع في كندا في La Vallée-de-l'Or. يقدر عدد سكانها بـ 91 نسمة ومساحتها 263.00 كم2 .